# Obrh, Dolenjske Toplice
Obrh je naselje v Občini Dolenjske Toplice.